# Eupithecia pseudoseparata
Eupithecia pseudoseparata är en fjärilsart som beskrevs av Karl Dietze 1910. Eupithecia pseudoseparata ingår i släktet Eupithecia och familjen mätare. Inga underarter finns listade i Catalogue of Life.